# Scottish Open 1964
Die Scottish Open 1964 waren die 45. Austragung dieser internationalen Meisterschaften von Schottland im Badminton. Sie fanden Anfang des Jahres in Edinburgh statt.

## Finalresultate
| Disziplin    | Sieger                             | Finalist                          | Ergebnis           |
| ------------ | ---------------------------------- | --------------------------------- | ------------------ |
| Herreneinzel | Robert McCoig                      | Hugh Findlay                      | 15–1, 4–15, 15–14  |
| Dameneinzel  | Ursula Smith                       | Angela Bairstow                   | 11–4, 11–2         |
| Herrendoppel | Colin Beacom Kenneth Derrick       | Robert McCoig W. Frank Shannon    | 15–9, 6–15, 18–17  |
| Damendoppel  | Angela Bairstow Jennifer Pritchard | Margaret Barrand Ursula Smith     | 7–15, 17–14, 15–10 |
| Mixed        | Tony Jordan Patricia Page          | Mac Henderson Catherine Dunglison | 15–12, 9–15, 15–7  |